# Meurtre de Betty Van Patter
Betty Louise Van Patter est une comptable blanche du Black Panther Party. Son corps est retrouvé avec des traces de coups le 13 décembre 1974 à San Francisco.

## Biographie

### Enfance, formation et débuts
Betty Louise Van Patter (Floyd) est née  le 12 octobre 1929. 

### Carrière
Comptable et secrétaire pour le magazine Ramparts, Van Patter est ensuite présentée au Black Panther Party par David Horowitz,. Elle devient assistante de la chef des Panthers Elaine Brown en 1974.

### Meurtre
Van Patter disparait le 13 décembre 1974. Quelques semaines plus tard, le 17 janvier 1975 (date sur sa pierre tombale), son corps est retrouvé sur une plage de la baie de San Francisco avec des traces de coups.
Âgée de 45 ans à sa mort, certaines sources indiquent qu'elle a été violée. Personne n'est inculpé pour ce crime. Des membres du Black Panther Party sont soupçonnés. Elle aurait menacé de dévoiler la comptabilité supposément falsifiée et les problèmes fiscaux du parti,. 
Faute de preuves suffisantes, la police ne peut inculper quiconque de la mort de van Patter. Le Black Panther Party est « presque universellement considéré comme responsable », écrit Frank Browning en 1987.   
Selon d'autres auteurs, Huey Newton aurait avoué à un ami qu'il avait ordonné le meurtre et que Van Patter avait subi tortures et viol avant sa mort,. Christopher Hitchens a écrit dans le Los Angeles Times en 2003 : « Il n'y a aucun doute maintenant, et il y avait très peu alors, de la complicité de la direction des Panthers dans ce crime révoltant ».  "Bien qu'il soit vrai que j'en étais venu à détester Betty Van Patter, je l'avais renvoyée, pas tuée", a écrit Elaine Brown en 1993. Brown a déclaré que Van Patter avait été licenciée parce trop curieuse au sujet du Black Panther Party et qu'elle n'était plus d'aucune utilité pour le parti. 
Les dossiers de l'enquête sur la mort de Van Patter ont été détruits pour des raisons que le FBI refuse de fournir. 

### Articles
- Black Panther Party